# Corbii Mari
Corbii Mari é uma comuna romena localizada no distrito de Dâmboviţa, na região de Muntênia. A comuna possui uma área de 106.17 km² e sua população era de 8337 habitantes segundo o censo de 2007.